# Aulonocnemis vulgaris
Aulonocnemis vulgaris är en skalbaggsart som beskrevs av Ludwig Wilhelm Schaufuss 1891. Aulonocnemis vulgaris ingår i släktet Aulonocnemis och familjen Aulonocnemidae. Inga underarter finns listade.